# Megxit

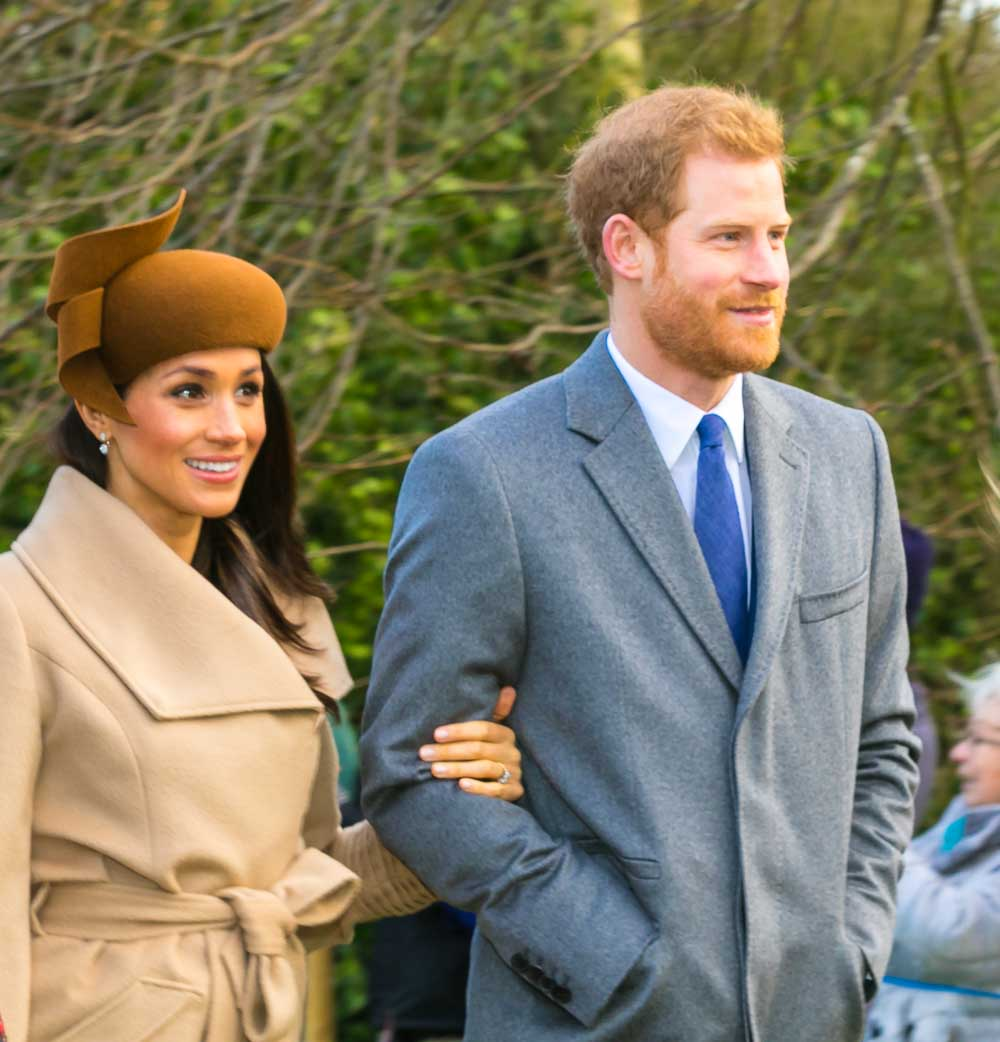
Meghan Markle e Príncipe Harry no dia de Natal de 2017.

Em 8 de janeiro de 2020, Príncipe Harry, Duque de Sussex e Meghan, Duquesa de Sussex anunciaram no Instagram sua decisão de "recuar como membros 'sênior'" da família real britânica, dividir seu tempo entre o Reino Unido e a América do Norte e tornar-se financeiramente independentes. Isso foi apelidado de Megxit, uma mala de viagem das palavras "Meghan" e "exit" e uma brincadeira com o termo Brexit, e adotado globalmente nas principais mídias sociais e gerando vários memes na internet e merchandising. O The New York Times registrou: "O 'Megxit' é o novo Brexit em uma Grã-Bretanha dividida por idade e política".
O Megxit levou a uma reunião da família real britânica em 13 de janeiro de 2020 na mansão de Sandringham House, apelidada de "Sandringham Summit" (em português: Cúpula de Sandringham) e descrita como "sem precedentes", e uma rara declaração em primeira pessoa da rainha Isabel II do Reino Unido sobre a sua família. Em 18 de janeiro de 2020, foi anunciado um acordo pelo qual o casal deixaria de usar o tratamento de "Sua Alteza Real" e representar a rainha em eventos oficiais. O resultado foi descrito como "difícil".
O Megxit passou a significar a separação do casal da família real britânica e do protocolo formal da realeza, e os seus planos de independência sob a sua nova marca, a Sussex Royal, marca que no entanto foram depois proibidos de usar, como o termo "royal". O termo também reflete uma suposição amplamente divulgada de que Meghan foi a responsável pelo anúncio e é considerado por alguns como machista e pejorativo. A expressão foi usada anteriormente por trolls da internet contra a Duquesa. O próprio príncipe Harry do Reino Unido afirmaria mais tarde: "A decisão que tomei para que minha esposa e eu recuássemos não foi uma que tomei facilmente… realmente, não havia outra opção".

## Antecedentes

### Anúncio

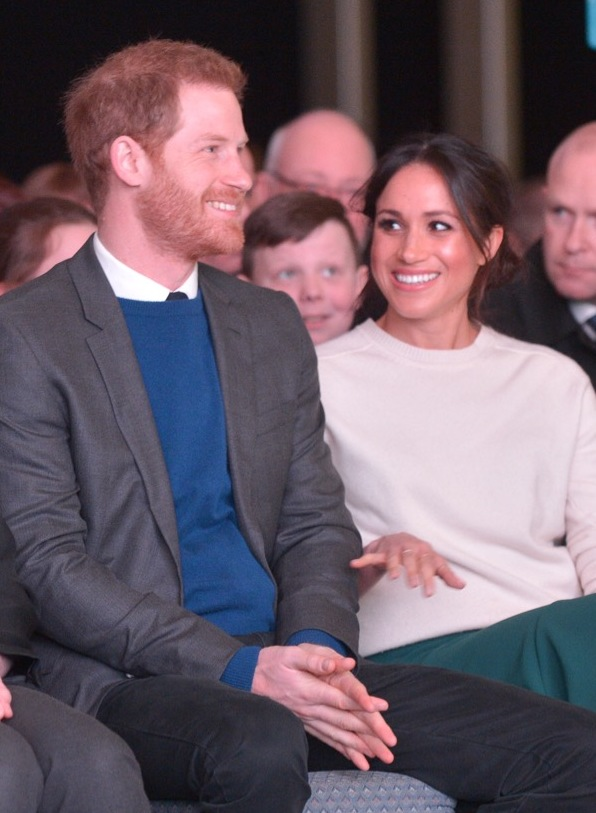
Príncipe Harry e Meghan Markle em Março de 2018

Na quarta-feira, 8 de janeiro de 2020, o príncipe Harry do Reino Unido e sua esposa a Meghan, Duquesa de Sussex, anunciaram em sua conta do Instagram a intenção de "afastar-se do papel de membros 'seniores' da família real britânica". A publicação continha um link para um novo site oficial o sussexroyal.com, que fornecia mais declarações sobre a decisão. Foi amplamente divulgado que poucos membros (ou nenhum) da família real britânica haviam aprovado ou tinham conhecimento prévio do anúncio iminente, e o Palácio de Buckingham emitiu uma declaração imediata dizendo: "As discussões com o duque e a duquesa de Sussex estão em um estágio inicial".
Embora parecesse haver meses de conversas sobre o futuro do casal na monarquia britânica, o The Washington Post informou que o anúncio surpresa do casal foi feito como resultado de um vazamento para o jornal The Sun do provável resultado dessas discussões.

### Motivações
Imediatamente após o anúncio, o repórter do ITV News at Ten Tom Bradby, que havia entrevistado o casal várias vezes durante a sua turnê de outubro de 2019 na África, foi citado em várias fontes dizendo que os Sussex foram informados durante as férias de Natal de seis semanas em Ilha de Vancouver, no Canadá, que eles não fariam parte de uma "monarquia reduzida" e estavam de fato sendo "expulsos". Segundo o The Washington Post, o biógrafo real Robert Lacey afirmou que o príncipe Charles, Príncipe de Gales defendia uma monarquia ativa menor.
Além das declarações de Bradby, outras razões levantadas incluem tratamento hostil contínuo do casal por parte da imprensa britânica de tabloides, e questões de racismo percebido em relação a Meghan.
Em 19 de janeiro de 2020, após o acordo final, o príncipe Harry disse em um discurso:

A decisão que tomei para que minha esposa e eu recuássemos não foi uma que tomei facilmente. Foram tantos meses de conversas depois de tantos anos de desafios […] realmente não havia outra opção. […] Aceitei isso, sabendo que isso não muda quem eu sou ou o quanto estou comprometido. Mas espero que isso ajude você a entender o que aconteceu, que eu afastaria a minha família de tudo o que eu já sabia para dar um passo adiante no que espero que possa ser uma vida mais pacífica.Original (em inglês): The decision that I have made for my wife and I to step back is not one I made lightly. It was so many months of talks after so many years of challenges […] there really was no other option. […] I’ve accepted this, knowing that it doesn’t change who I am or how committed I am. But I hope that helps you understand what it had to come to, that I would step my family back from all I have ever known to take a step forward into what I hope can be a more peaceful life.— SAR O Duque de Sussex  (em inglês)
Segundo o correspondente real da BBC News, Jonny Dymond, o discurso procurou dissipar o que Dymond chamou de "mito de Meghan", sendo "a ideia de que a Duquesa de Sussex está na raiz do desejo do casal de levar uma vida diferente". O The Guardian informou que, no discurso, o príncipe Harry parecia "colocar a culpa nos pés da imprensa", chamando a mídia de "uma força poderosa".

## Nome

### Na mídia
O tabloide britânico The Sun é creditado com o primeiro uso do termo "Megxit" em 9 de janeiro de 2020, para descrever o anúncio surpresa do casal de sua decisão. O termo é uma palavra-valise de "Meghan" e "exit", seguindo o padrão do Brexit, a Saída do Reino Unido da União Europeia. Dias depois, alguns dos meios de comunicação britânicos aprofundaram a relevância de "Megxit" e por que eles acreditavam que Meghan, Duquesa de Sussex era a responsável do anúncio. A BBC News comentou que o termo alternativo "Sussexit" era uma tendência nas mídias sociais; no entanto, não atingiu o nível de uso como "Megxit" na mídia convencional.

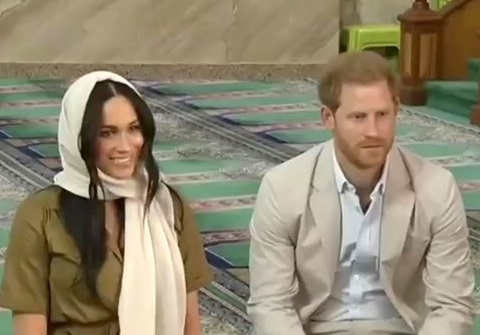
Príncipe Harry e Meghan Markle em Setembro de 2019

Em 9 de janeiro, o The Hindu observou que, apesar da Câmara dos Comuns ter aprovado naquele dia a histórica lei do Brexit de Boris Johnson, "em vez disso, tornou-se uma nota de rodapé para a decisão do príncipe Harry e sua esposa Meghan de sair da linha de frente das funções reais, batizado 'Megxit' e moldando-se para ser igualmente complicado e divisivo".
Termos alternativos apareceram na mídia, mas não alcançaram o grau de "Megxit". O anúncio não foi uma "abdicação", pois Harry não era um monarca e não estava renunciando a seus títulos (ao contrário do caso da abdicação de Eduardo VIII, ou mesmo de Diana, Princesa de Gales). As declarações seguintes do casal em seu novo site, sussexroyal.com, implicavam que o Duque e a Duquesa de Sussex não estavam de fato "renunciando" por si só, e queriam permanecer patronos de suas instituições de caridade "reais" e queriam participar de atividades reais, enquanto os seus Subsídios Soberanos representavam apenas 5% de sua renda. O termo "recuar" também foi utilizado, inclusive pelo próprio casal.
Em 15 de janeiro, o termo tornou-se tão difundido que o The Times noticiou: "Megxit se transforma em uma mina de ouro", para comerciantes que fizeram roupas e lembranças usando o termo. O The New York Times escreveu que os paralelos entre "Megxit" e "Brexit" eram maiores do que apenas "jogo de palavras inteligente", e que os dois termos envolviam as mesmas divisões na opinião pública britânica de "jovens liberais" (que apoiavam o casal, e que apoiaram a permanência na União Europeia) e "conservadores mais velhos" (que apoiaram a rainha e que apoiaram a saída da UE).
Em 19 de janeiro, ao revisar o acordo final, o The Guardian argumentou que “recuar” não era mais apropriado; no entanto, o casal ainda não havia “renunciado” nem “abdicado” da família real. Ao revisar a reação da mídia ao acordo final, a BBC News disse que “não há vencedores como resultado do que muitas das primeiras páginas estão chamando de ‘Megxit’ — a saída do Duque e da Duquesa de Sussex da linha de frente da realeza”.
Em 28 de janeiro, o termo se tornou suficientemente difundido, para que o Financial Times, em seu suplemento FT Advisor, publicasse um artigo para profissionais de tributação intitulado "E se o seu cliente quiser fazer um 'Megxit'?", enquanto Vanity Fair comentou a piada com “Megxit” feita pelo ator Brad Pitt, no 73.º British Academy Film Awards.

### Assédio virtual
"Megxit" foi usado anteriormente por haters em assédio virtual contra a Duquesa de Sussex. Desde seu uso na mídia em 9 de janeiro, algumas fontes questionaram a aparente natureza pejorativa do termo e o consideraram mais uma evidência da antipatia que a duquesa havia enfrentado. Em 17 de janeiro, a Vanity Fair publicou: “Embora ‘Megxit’ agora esteja sendo amplamente usado como um truque inteligente para o próximo passo dos Sussexes, foi, de fato, eclodido por trolls on-line que há muito tempo usam o #Megxit como um grito de guerra por uma campanha de ódio contra os duquesa”.

## Reestruturação real

### Cúpula de Sandringham
Em 11 de janeiro de 2020, relatos afirmaram que a rainha reinante Elizabeth II do Reino Unido, avó do príncipe Harry, não foi consultada sobre a decisão, enquanto seu pai, o príncipe Carlos, Príncipe de Gales estava "furioso". Mais tarde, a emissora ITV informou que a rainha havia convocado "reuniões urgentes" com a realeza sênior na mansão de Sandringham House na segunda-feira 13 de janeiro de 2020, que foram apelidadas de "Cúpula de Sandringham" (ou em inglês: Sandringham Summit). O The Times especulou se a reunião resultaria em "Hard Megxit" (Saída Difícil) ou "Soft Megxit" (Saída Suave), e que tal reunião da família real britânica era "sem precedentes".
Após a reunião, a rainha divulgou uma rara declaração em primeira pessoa sobre assuntos familiares, dizendo que eles tiveram "discussões muito construtivas sobre o futuro do meu neto e da família dele" e que "minha família e eu apoiamos totalmente o desejo de Harry e Meghan criar uma nova vida como uma família comum". A rainha Isabel II do Reino Unido foi elogiada por sua ação rápida perante a crise.

### Acordo final
Em 18 de janeiro de 2020, foi anunciado um acordo segundo o qual o casal não usaria o seu tratamento de "Sua Alteza Real", não receberia mais fundos dos contribuintes e se basearia na América do Norte. A rainha Isabel II do Reino Unido divulgou uma segunda declaração em primeira pessoa dizendo: "Reconheço os desafios que eles enfrentaram como resultado de intenso escrutínio nos últimos dois anos e apóio seu desejo por uma vida mais independente" e concluiu: "É a esperança de toda a minha família que o acordo de hoje lhes permita começar a construir uma nova vida feliz e pacífica".
Embora a declaração previsse como prazo a “Primavera de 2020” (Spring Transition) para a conclusão do contrato, os detalhes conhecidos específicos foram:
Detalhes principais

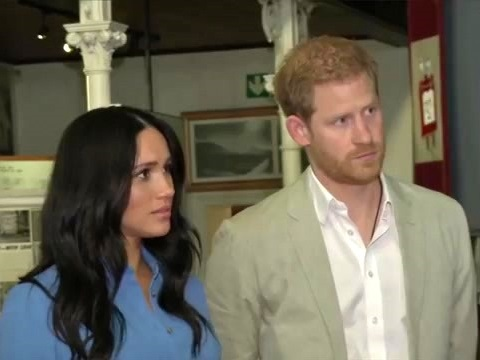
Príncipe Harry e Meghan Markle em Setembro de 2019.

- O casal não representará mais a rainha. Isso contrastava com a declaração anterior do casal em seu site sussexroyal.com de que eles desempenhariam deveres futuros pela rainha.[58][33]
- Eles manterão o tratamento de Sua Alteza Real, mas não o usarão, e serão chamados Harry, Duque de Sussex e Meghan, Duquesa de Sussex.[58][33]
- Eles serão financeiramente independentes dos contribuintes e do tesouro britânico; e reembolsarão os £ 2,4 milhões de libras gastos na reforma do Frogmore Cottage;[58]
- O Príncipe Harry do Reino Unido renunciou formalmente a todas as nomeações militares britânicas (incluindo o Capitão General Royal Marines) e não representaria mais oficialmente a família real britânica em cerimônias militares.[71][72][73]
- Harry manteria, durante a Spring Transition, os títulos militares de Major e os postos honorários de Tenente Comandante e Líder de Esquadrão. [19]
- O casal não poderia mais usar a marca Sussex Royal, o que incluiu o "fechamento" da conta no Instagram, bem com não usaria o termo "royal". [19]

Outros detalhes
- O casal passará a maior parte do tempo na América do Norte.[71][73]
- O Frogmore Cottage continuaria funcionando como sua residência oficial britânica, mas pagariam um "aluguel comercial" por isso.[33]
- O casal manteria os seus patrocínios e associações particulares (por exemplo, Invictus Games), mas não os da realeza (por exemplo, Embaixador da Comunidade Commonwealth).[73]
- O príncipe Charles, Príncipe de Gales continuaria a fornecer apoio financeiro.[71]

Cláusulas não incluídas
- Os arranjos de segurança do casal não eram claros, com a declaração da rainha comentando apenas que "Existem processos independentes bem estabelecidos para determinar a necessidade de segurança com financiamento público".[70]
- Não ficou claro se a marca "Sussex Royal" poderia ser usada.[71][73]

### Desdobramentos posteriores
Em 19 de janeiro de 2020, foi comunicado que o príncipe Charles, Príncipe de Gales forneceria ao casal "apoio financeiro privado" (mas não fundos do Ducado da Cornualha), por um ano inteiro, a fim de dar tempo ao casal para se estabelecer e abordar receios do aumento dos custos de seu novo estilo de vida proposto.
Em uma coletiva de imprensa em 21 de janeiro de 2020 em Winnipeg, o primeiro-ministro canadense Justin Trudeau novamente se recusou a dizer quem pagaria a conta do custo de segurança dos Sussex após o retorno do príncipe Harry, Duque de Sussex e sua esposa e filho ao Canadá no mesmo dia. Separadamente, a The Canadian Press confirmou que Harry, Meghan e o filho Archie estavam hospedados em uma mansão ao norte de Vitória, na Colúmbia Britânica.

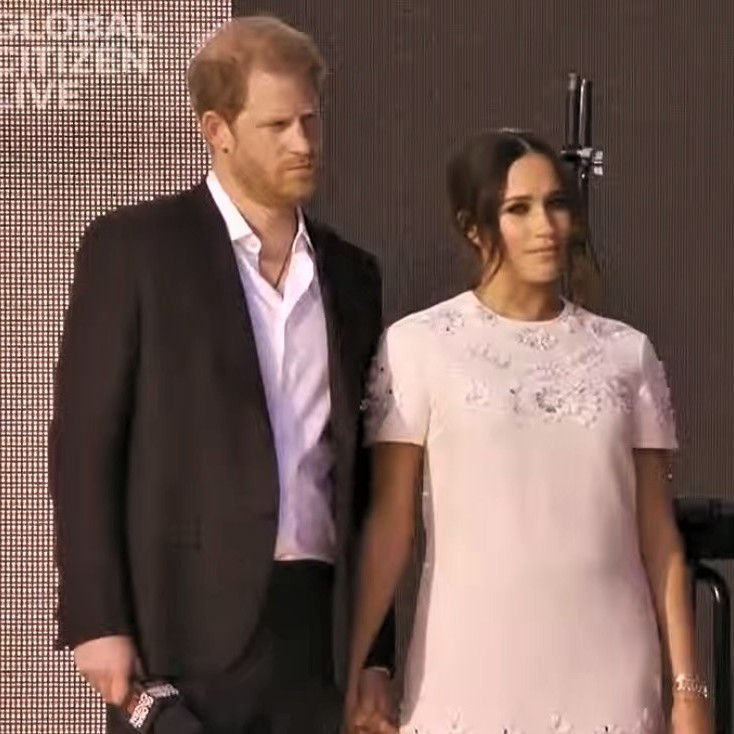
Príncipe Harry e Meghan Markle em Setembro de 2021

Em 14 de fevereiro de 2020, foi relatado que o casal decidiu fechar seu escritório no Palácio de Buckingham, levando à "suspensão" de pelo menos quinze funcionários.
Em 19 de fevereiro de 2020, foi anunciado que o casal continuaria cumprindo os seus deveres reais até 31 de março de 2020, após o que eles se afastariam e não mais se comprometeriam em nome da rainha Isabel II do Reino Unido. No entanto, o anúncio afirmou ainda que o casal continuaria compromissos em nome das organizações com as quais estava envolvido, incluindo a Maratona de Londres 2020 em abril e os Invictus Games em maio. Eles deixariam de usar os seus tratamentos de "SAR", enquanto o Duque manteria a sua hierarquia militar, porém teria os cargos militares honorários que ele mantém suspensos. A situação seria então revisada após doze meses. Além disso, a tentativa do casal de usar a palavra "Royal" como parte do empreendimento planejado da marca de "Sussex Royal" foi revisada, com um anúncio a ser feito no lançamento oficial da organização planejada.
Em 21 de fevereiro de 2020, foi confirmado pelo casal que não usaria a marca "Sussex Royal", em nenhum território após sua retirada da vida pública na primavera de 2020 e todos os pedidos de marca registrada foram removidos. Enquanto isso, um porta-voz do casal acrescentou que continuaria trabalhando com os seus patrocínios existentes, além de estabelecer uma organização sem fins lucrativos.
Em 27 de fevereiro de 2020, Bill Blair, o ministro canadense de Segurança Pública e Preparação para Emergências, anunciou que deixaria de fornecer segurança ao casal em 31 de março, "de acordo com a mudança de status". No mesmo anúncio, foi confirmado que a Real Polícia Montada do Canadá forneceu segurança ao casal conforme necessário, desde a sua chegada ao Canadá em novembro de 2019.
No final de março de 2020, foi relatado que o casal havia se mudado para os Estados Unidos. Em resposta aos comentários do presidente do país, Donald Trump, de que eles não pagarão pela segurança do casal, um representante do casal disse que "não tem planos de pedir ao governo dos Estados Unidos recursos de segurança". Em 30 de março de 2020, o casal anunciou que não usaria mais nem a conta nem o site "SussexRoyal" do Instagram. Além disso, foi relatado que, após fechar o escritório no Palácio de Buckingham, uma nova equipe administraria a imagem pública e os interesses filantrópicos do casal nos Estados Unidos, contratando a empresa de relações-públicas Sunshine Sachs e Catherine St. Laurent, ex-funcionária da Fundação Bill e Melinda Gates, para servir como chefe de gabinete e administrar sua organização sem fins lucrativos.
Em 06 de abril de 2020, foi relatado que o casal havia iniciado a documentação nos Estados Unidos para a sua nova organização sem fins lucrativos, chamada Archewell.

## Reações

### No Reino Unido
As reações britânicas iniciais ao anúncio de 8 de janeiro foram de surpresa e preocupação sobre se a decisão foi devidamente pensada; a história dominou as manchetes de notícias do Reino Unido. O Washington Post observou várias pesquisas britânicas que mostraram apoio geral ao desejo do casal de se mudar, mas com preocupação em relação ao futuro uso do tesouro britânico com o casal (e questões dos custos da reforma da mansão de Frogmore Cottage), e com a tristeza que a aprovação da rainha não foi solicitada para o anúncio.
O primeiro ministro britânico Boris Johnson distanciou-se das notícias, afirmando: “A família real é um dos grandes ativos deste país. Tenho certeza de que eles vão resolver o problema e não acho que seja necessariamente ajudado por comentários meus.” A NBC News divulgou uma análise que implica que o impacto na economia britânica da perda do casal pode ser significativo. O Museu Madame Tussauds imediatamente retirou as figuras de cera de Harry e Meghan da exposição que inclui outros membros da família real britânica, movendo-as para uma área separada.
Em 19 de janeiro, o The Daily Telegraph descreveu o acordo final entre o casal e a família real britânica como "o Megxit mais difícil possível", uma visão compartilhada por muitas outras fontes de notícias britânicas; e que “a história da realeza foi feita”. O The Guardian informou que "o resultado talvez não seja o papel de meia-dentro e meia-fora [da família] que o casal parece ter antecipado". Em 20 de janeiro de 2020, o biógrafo real Penny Junor também disse ao New York Times que "a família está tentando impedir um acordo de meio a meio, o que não funciona". Em 22 de janeiro, o The Guardian publicou um desenho animado do ilustrador polonês Andrzej Krauze, intitulado "Brexit e Megxit", dizendo "O resto da União Europeia fica hipnotizado enquanto o Reino Unido se prepara para o Brexit, e Harry e Meghan começam a sua transição para deixar a família real britânica!".

### No Canadá
As notícias iniciais foram em grande parte recebidas positivamente no Canadá, onde a Meghan, Duquesa de Sussex tinha se baseado com o seu filho, Archie. O primeiro-ministro do Canadá, Justin Trudeau, deu boas-vindas ao casal em público e indicou que o Canadá financiaria proteção de segurança para o casal enquanto residissem lá. The Wall Street Journal noticiou: "O 'Megxit' causa tumulto global. Canadá age com desdém".
Chris Waddell, jornalista e professor da Escola de Jornalismo e Comunicação da Universidade Carleton, em Ottawa, afirmou que o casal receberia menos escrutínio na mídia local no Canadá do que no Reino Unido e que seria mais caro para os tabloides britânicos segui-los. Philippe Lagassé, professor associado da Universidade Carleton, que já havia sugerido que seria fácil tornar o príncipe Harry, Duque de Sussex o monarca residente no Canadá, afirmou que "é uma grande fonte de orgulho nacional que o casal real gostaria de estar aqui. Faz Os canadenses se sentem melhor consigo mesmos". Uma pesquisa de opinião da Postmedia Network sugeriu que 61% dos canadenses querem que o príncipe Harry se torne Governador-geral do Canadá. Chris Selley, do National Post, reagiu com cinismo em relação à resposta nacional e à pesquisa, escrevendo: "A perspectiva de os Sussex se mudarem para o Canadá parece ter ativado um tipo de monarquismo adormecido em muitos de nós, ou pelo menos uma apreciação pelo ‘conto de fadas moderno’ , e isso, por sua vez, enfureceu totalmente aqueles que pensam que as monarquias são um anacronismo grotesco e não conseguem entender por que todos os outros não concordam com eles". Quando perguntado sobre a possível mudança do casal para o Canadá, o presidente da Liga Monarquista do Canadá observou que o fato "não muda o status constitucional da rainha ou do vice-rei" no país. No entanto, o The Globe and Mail publicou um editorial que rejeitava a idéia de o casal se mudar para o Canadá, afirmando que ele quebrou um "tabu constitucional implícito" sobre o Canadá manter distância com a monarquia britânica e esperar que governasse de longe, afirmando que: "Eles reinam à distância. Perto de nossos corações, longe de nossos lares". O editorial também pedia que o governo canadense rejeitasse os planos de mudança.
Em uma pesquisa divulgada em 15 de janeiro pelo Instituto Angus Reid, 70% dos canadenses pesquisados acompanharam os desdobramentos do Megxit. Na mesma pesquisa, metade dos canadenses pesquisados afirmou que não se importa se o casal passou um tempo significativo no Canadá, enquanto 39% dos entrevistados eram a favor e 11% acharam isso perturbador. O apoio ao casal que passou um tempo significativo no Canadá foi mais forte no Canadá Atlântico e em Ontário e mais fraco no Quebec. No entanto, 73% dos entrevistados por Angus Reid dizem que os custos de segurança devem ser cobertos pelo próprio casal. Uma petição on-line da Federação Canadense de Contribuintes recebeu mais de 90.000 assinaturas até 23 de janeiro de 2020, exigindo que o próprio casal pagasse por sua segurança. A petição foi a de segundo mais rápido crescimento na história do grupo.